# Oko (film 2008)
Oko (ang. The Eye) − amerykański horror z 2008 roku w reżyserii Xaviera Paluda i Davida Moreau. Remake hongkońskiego filmu Oko (2002). Zdjęcia kręcono w Los Angeles, Vancouver i Nowym Meksyku.
Światowa premiera filmu odbyła się 31 stycznia 2008 roku. Dozwolony jest on dla widzów powyżej 16. roku życia.

## Opis fabuły
Film opowiada o dziewczynie, która w wieku 5 lat straciła wzrok, kiedy miała 12 lat przeszła nieudaną operację przeszczepienia rogówki. Teraz otrzymuje kolejną szansę na odzyskanie wzroku. Zabieg kończy się sukcesem. Sydney stopniowo odzyskuje wzrok. Poza światem realnym dostrzega ona jednak istoty zabierające z ziemi ludzi, którzy umierają, oraz miejsca, w których nie była. Zdezorientowana i przestraszona pragnie dowiedzieć się, kim była dawczyni rogówki, której wspomnienia teraz widzi.

## Obsada
- Jessica Alba − Sydney Wells
- Alessandro Nivola − dr Paul Faulkner
- Parker Posey − Helen Wells
- Chloë Moretz − Alicia Milstone
- Fernanda Romero − Ana Cristina Martinez
- Landall Goolsby − Alex
- Rade Šerbedžija − Simon McCullough
- Rachel Ticotin – Rosa Martinez
- Tegan Moss – nastolatka
- Zak Santiago – Emilio
- David Milchard – kelner

i inni. 